# تدفین در دریا

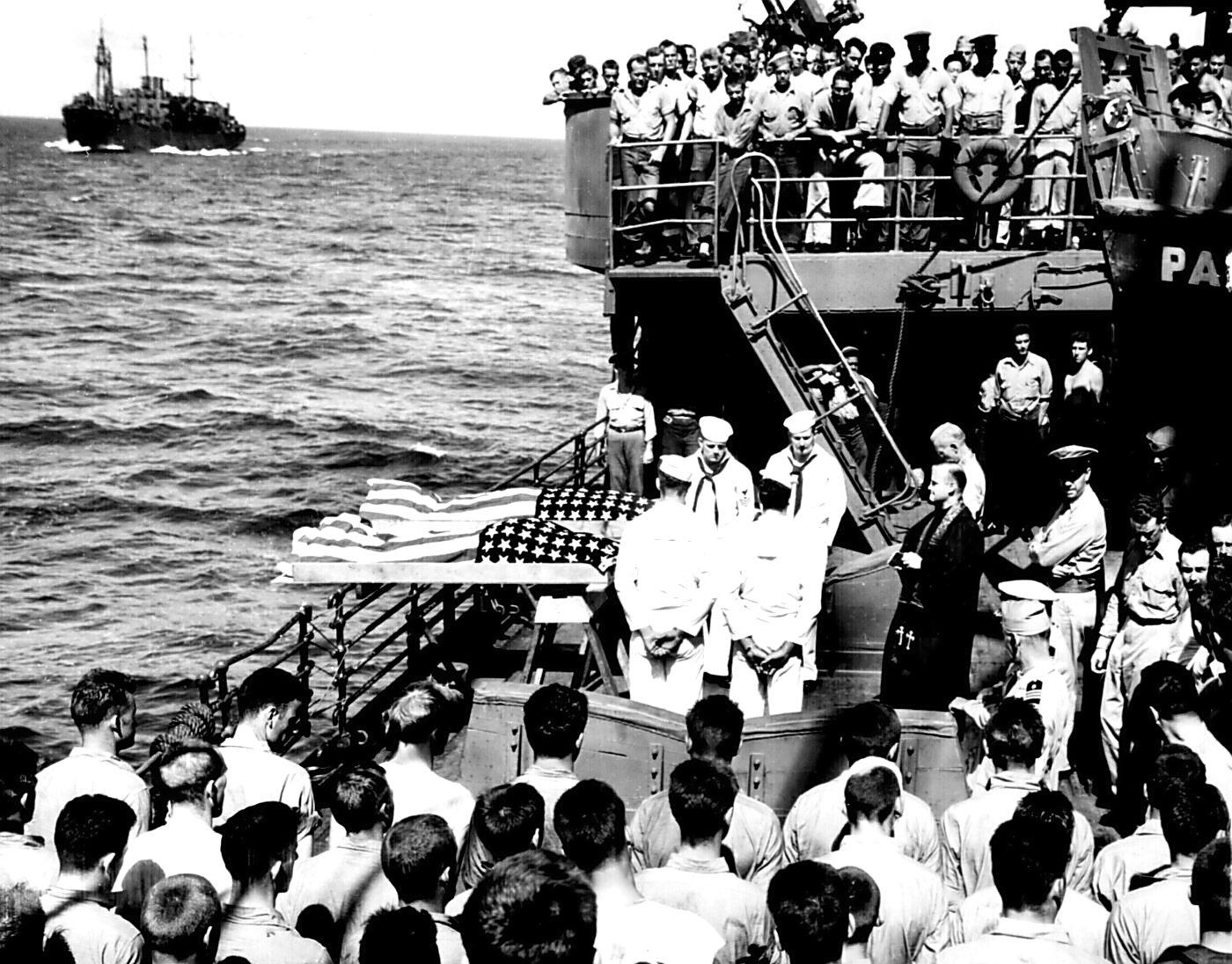
مراسم تدفین در دریا برای دو مصدوم حملات زیردریایی ژاپن به ناو هواپیمابر یو.اس. لیزکام بی در نوامبر سال ۱۹۴۳

تدفین در دریا (انگلیسی: Burial at sea) یا به آب‌سپاری و همین‌طور دفن در دریا، مراسم سپردن جنازه یا بقایای انسان‌ها در اقیانوس است که معمولاً به وسیله کشتی یا قایق انجام می‌شود. این شیوه به‌طور معمول توسط نیروی دریایی و در مواقع خاص (معمولاً شرایط جنگی) صورت می‌پذیرد.

## نگارخانه

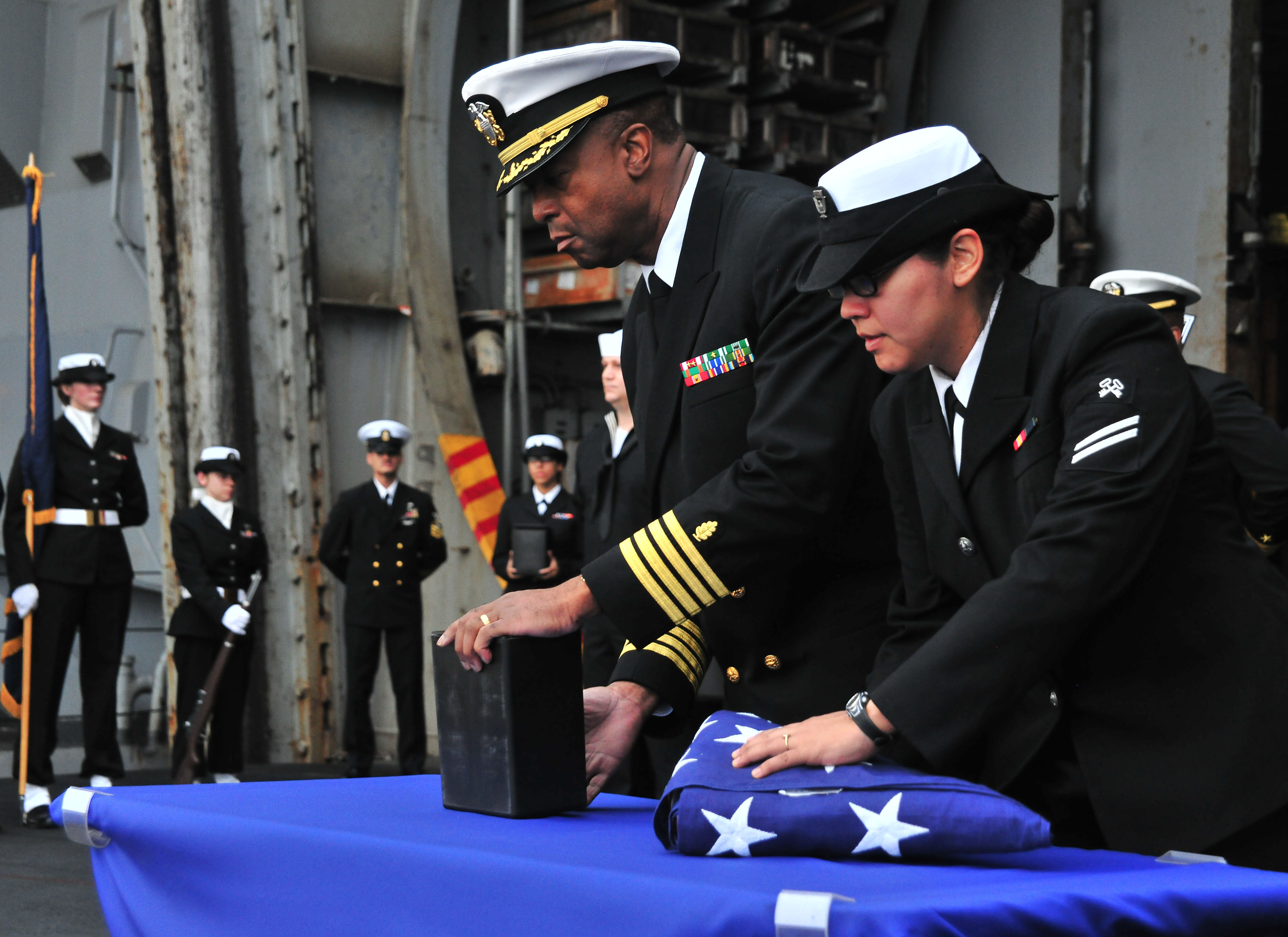
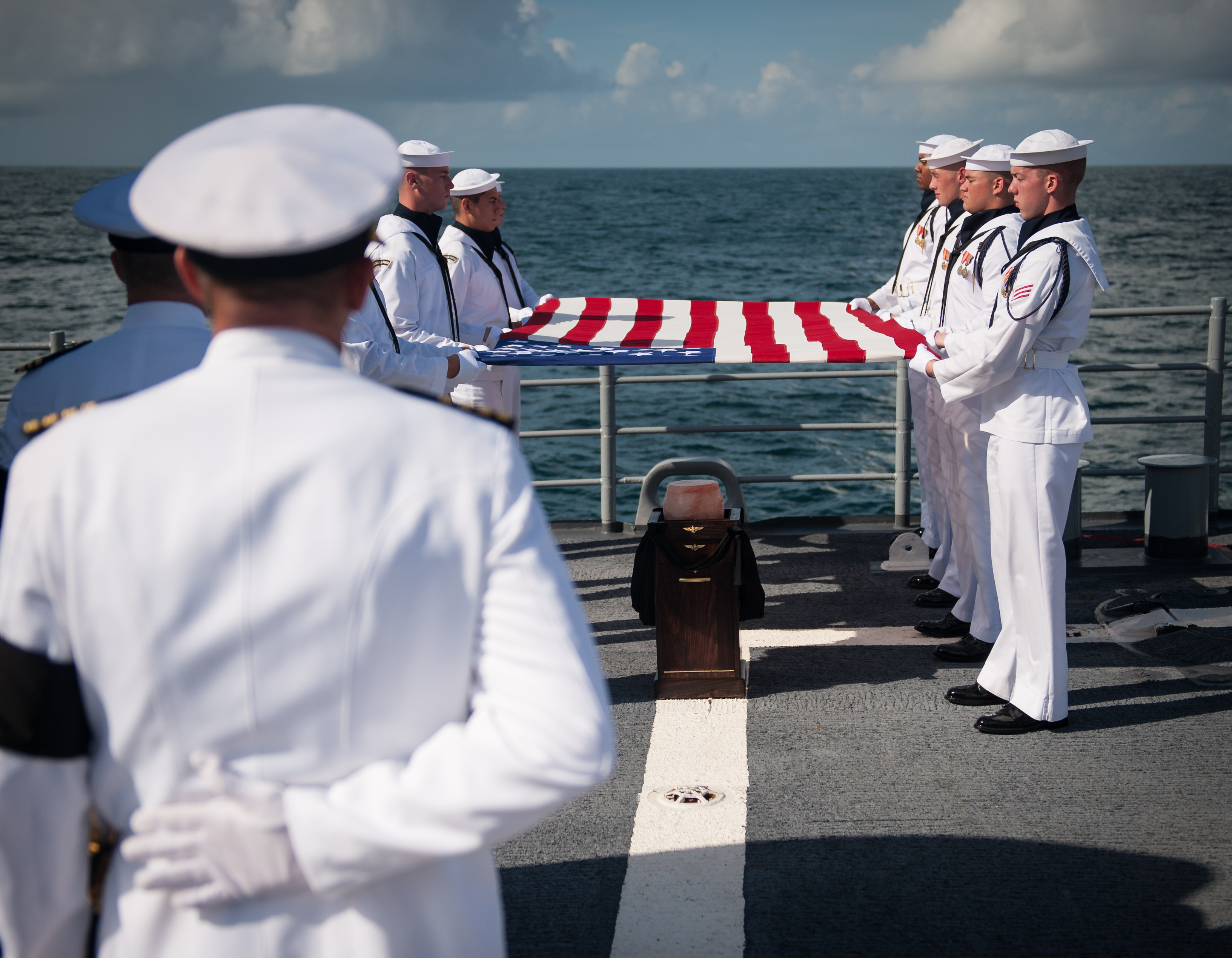
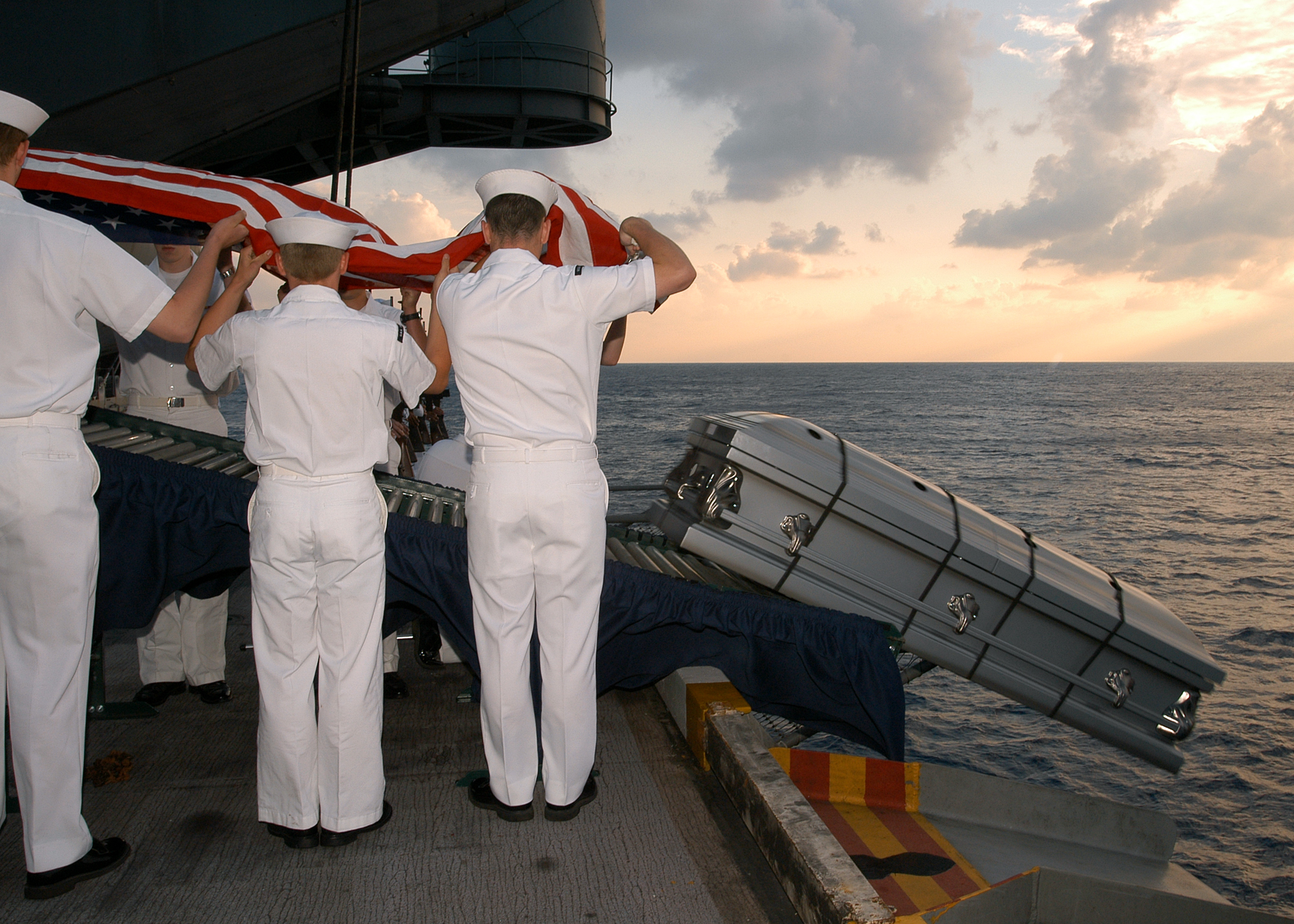
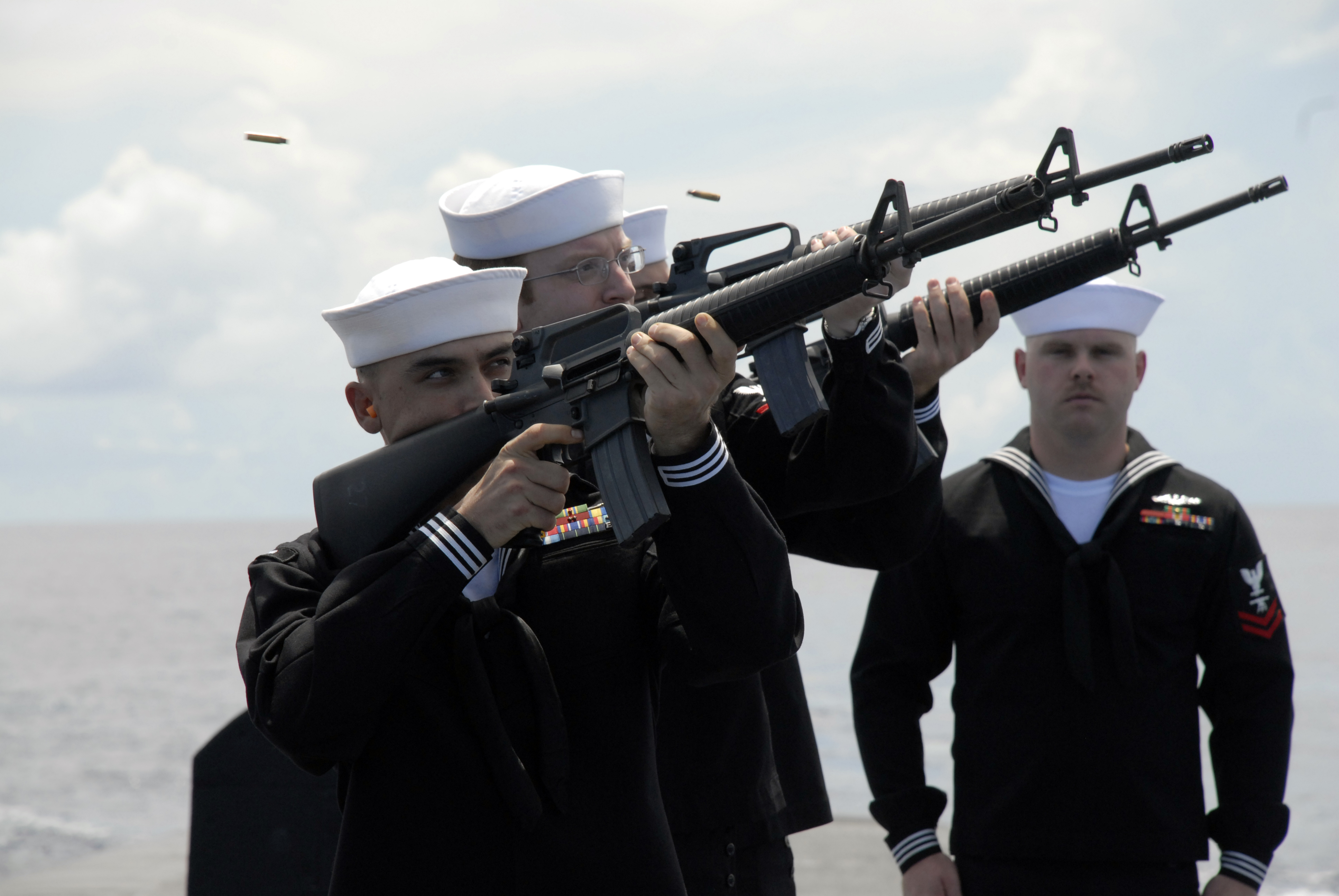
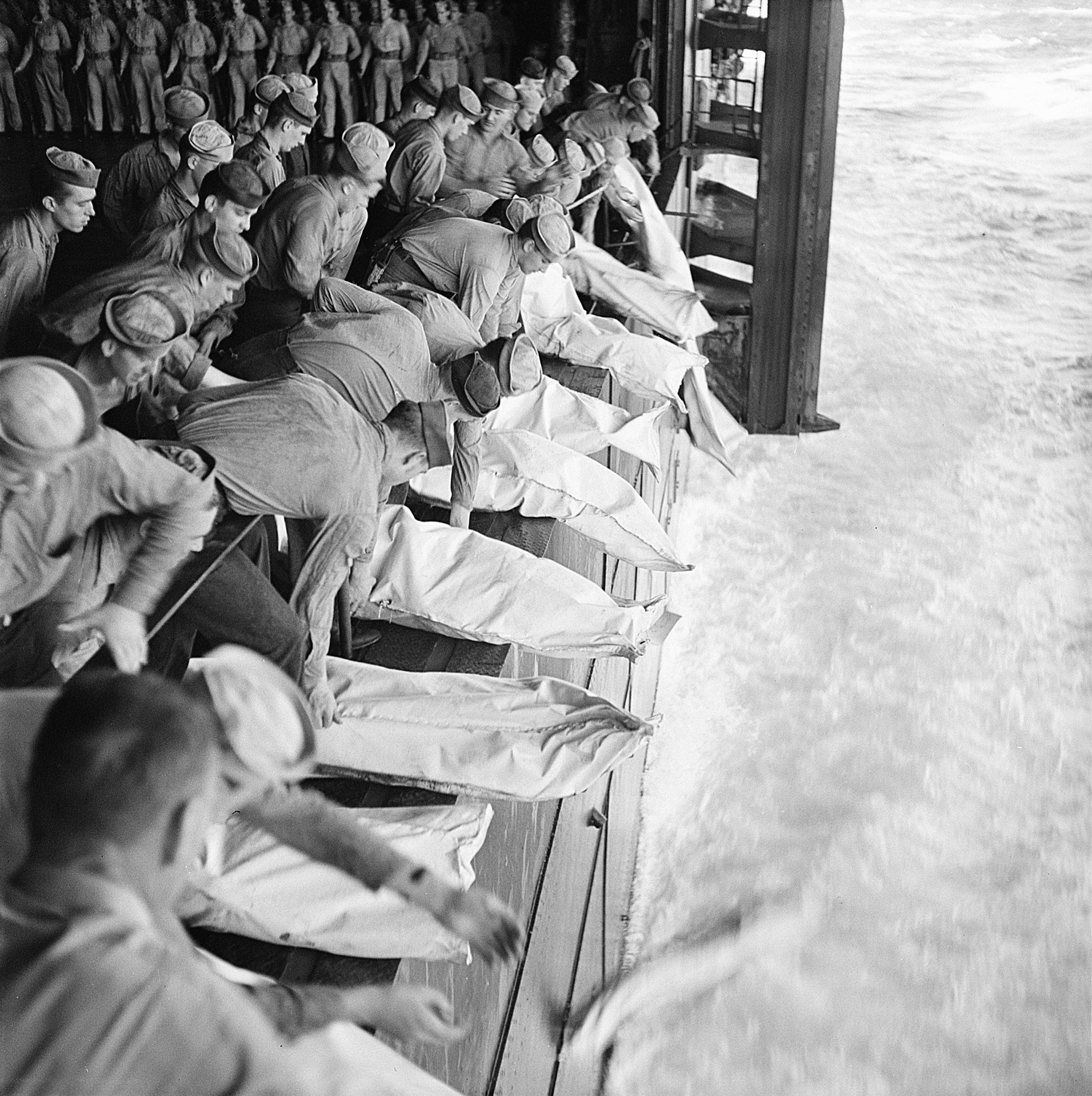